# Vallcarca i els Penitents
Vallcarca i els Penitents són dos 'subbarris' de Barcelona que pertanyen al districte de Gràcia, tot i que estigueren lligats històricament fins al 1904 a l'aleshores municipi independent d'Horta.
Vall Càrcara és el nom original de Vallcarca, que significa 'encaixonada', perquè es troba amagada entre dos turons, el del Putget i el del Coll, i s'estén seguint el curs de la riera de Vallcarca, l'actual avinguda de Vallcarca. Els seus nuclis primigenis van ser l'hostal de la Farigola, Can Falcó, Can Mans i Can Gomis. Els jardins de Can Gomis van ser destruïts amb la construcció de l'Hospital Militar. L'antic hostal de la Farigola, sobre la riera del mateix nom, es va enderrocar i s'hi va fer una escola. Els terrenys del Mas Falcó acullen una petita urbanització de torres aïllades.
Penitents es va formar cap al 1860 al voltant del carrer de Ticià, on el pare Palau i altres eremites havien anat a viure-hi en coves, i la gent els anomenava 'penitents', d'aquí el nom del barri.

## Llocs d'interès

### Viaducte de Vallcarca
El Viaducte de Vallcarca, construït el 1923, salva el desnivell de l'antiga riera de Vallcarca. Aquest pont és la principal via d'accés al barri del Coll per la part més occidental del barri (plaça de Mons).

### Casa dels Arabescos
A tocar del viaducte de Vallcarca, entre l'avinguda Vallcarca i el carrer de Gomis, hi havia la casa dels Arabescos que va ser enderrocada, mantenint en peus elements arquitectònics d'estil mossàrab, que han quedat integrats en els jardins creats.

### Casa Comas d'Argemir
La casa Comas d'Argemir, a l'avinguda de la República Argentina, 92, és un edifici modernista de Josep Vilaseca i Casanovas (1904). És una obra protegida com a bé cultural d'interès local.

### Passatge d'Isabel
El passatge d'Isabel és un carreró estret obert el 1836, en honor de la reina Isabel II, però amb el temps es va esborrar la referència monàrquica. A una banda hi ha les cases de finals del segle xix i a l'altra els jardins respectius.

## Galeria d'imatges

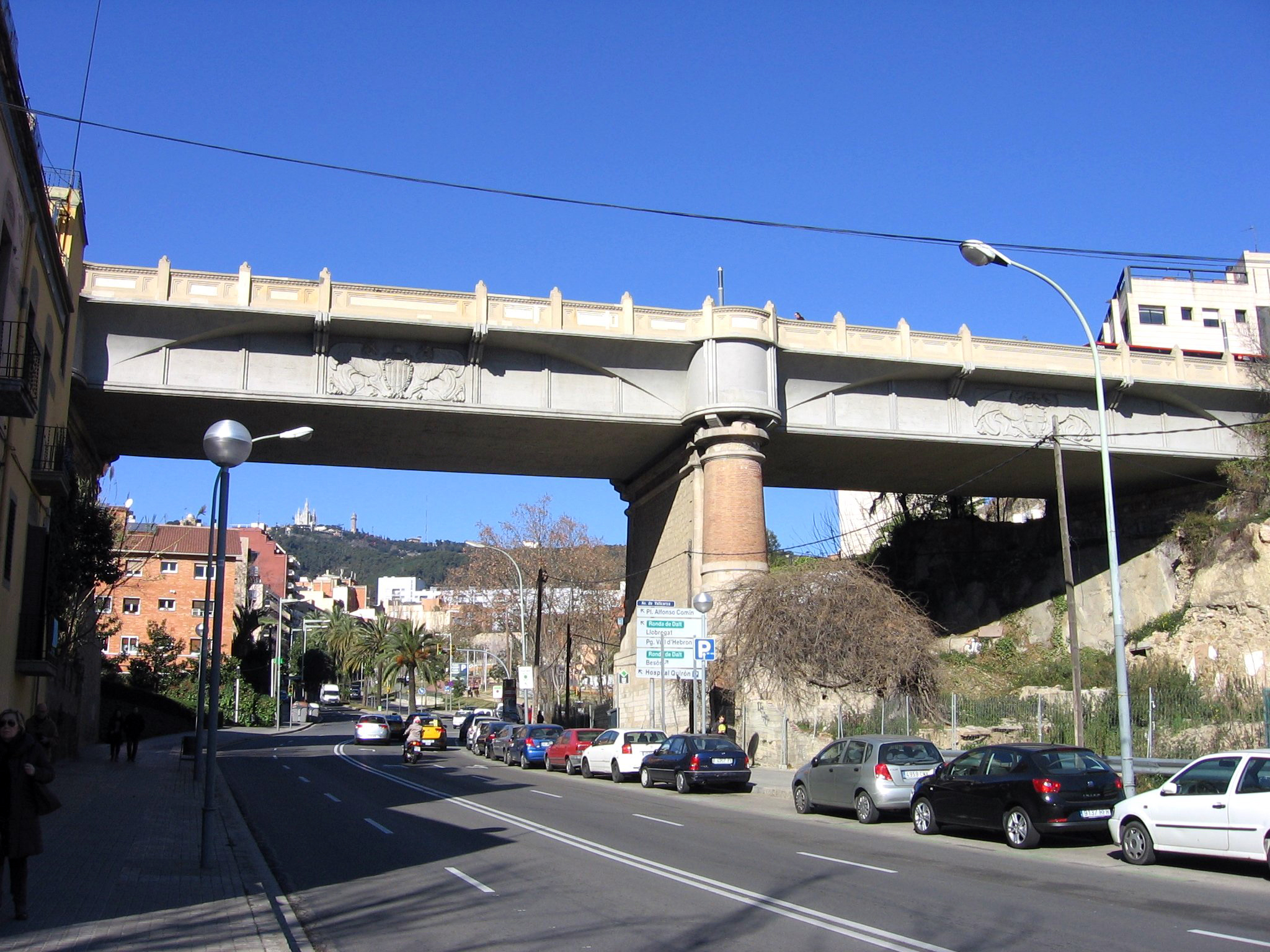
Viaducte de Vallcarca
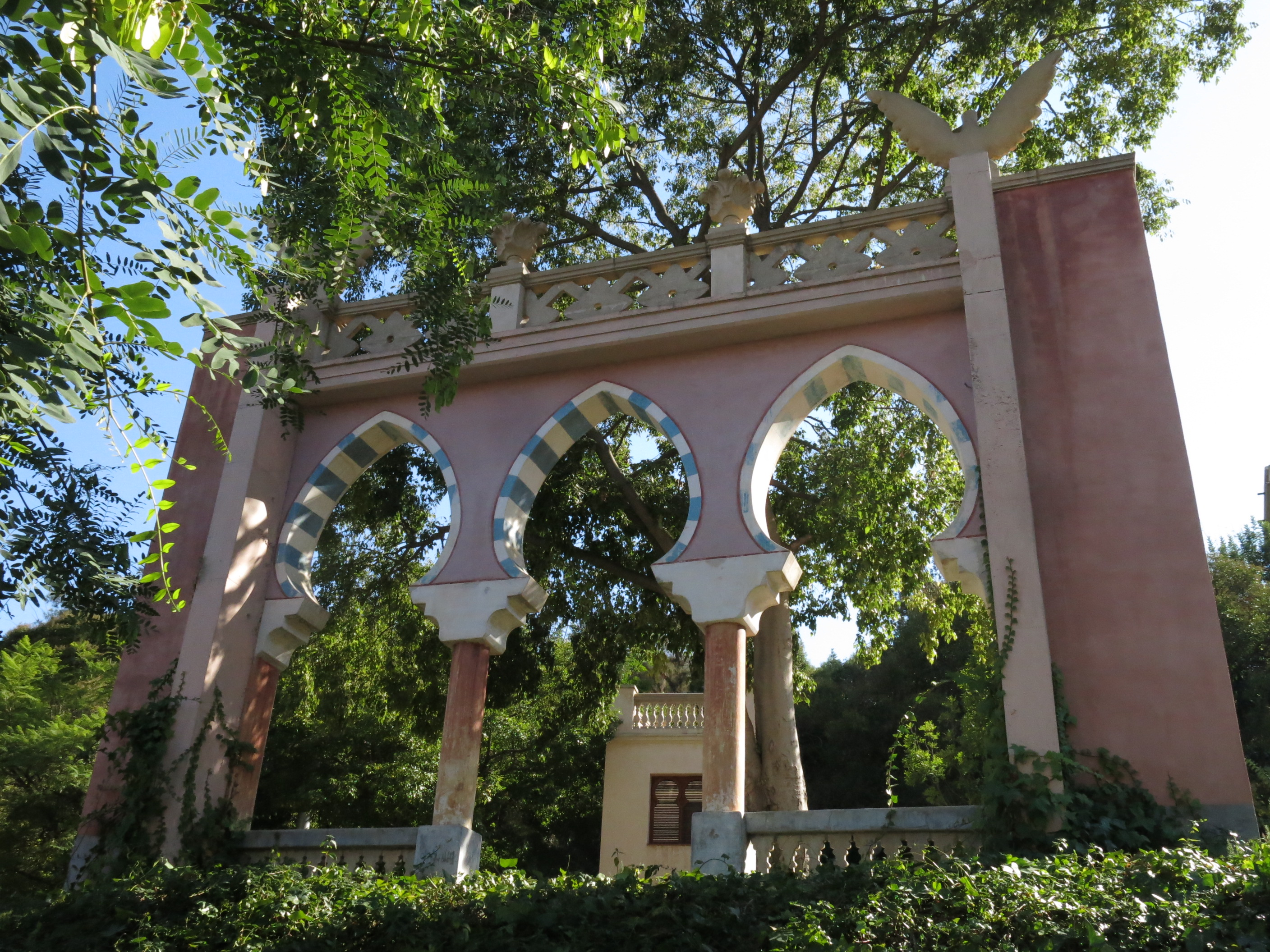
Casa dels Arabescos
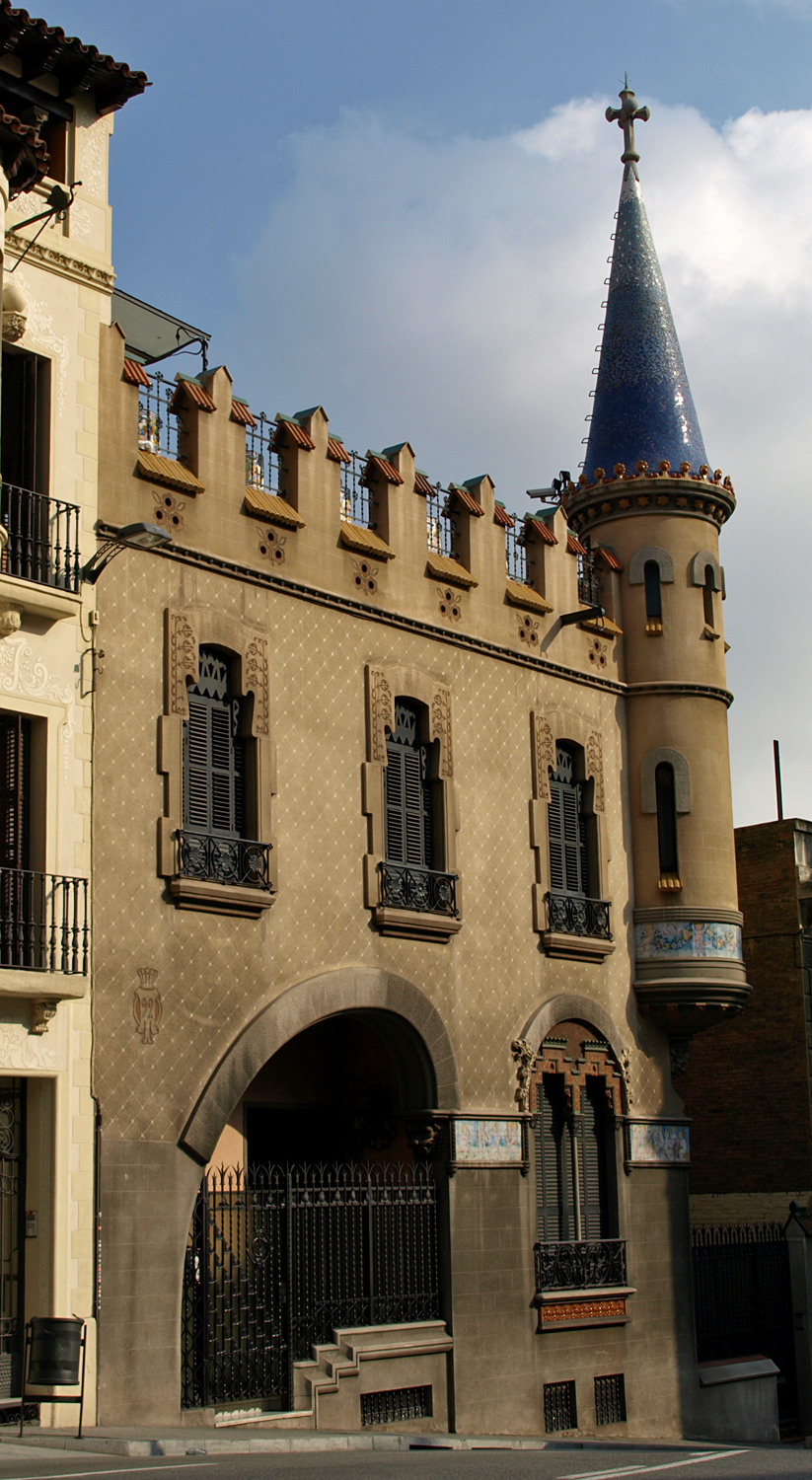
Casa Comas d'Argemir
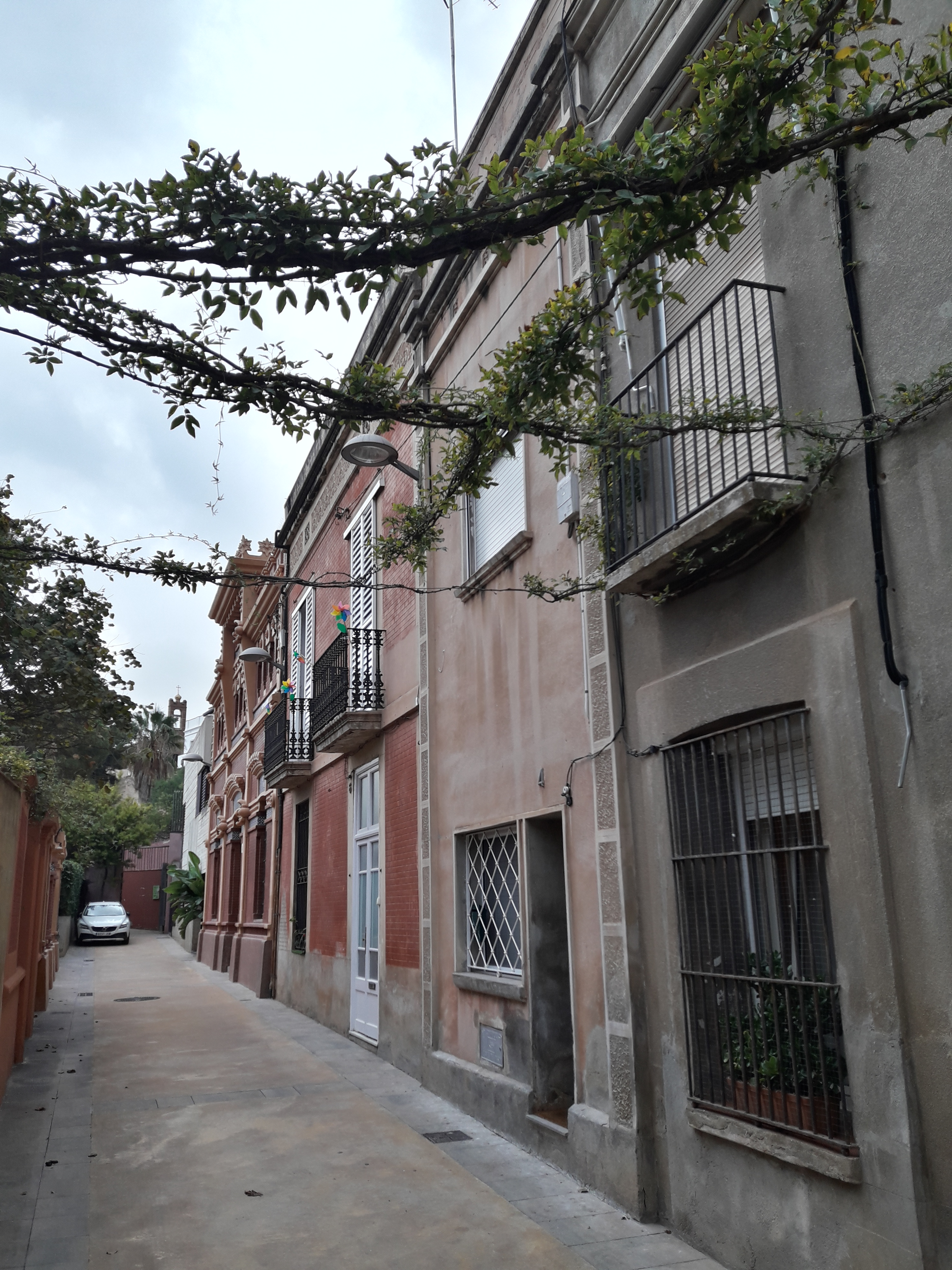
Passatge d'Isabel

## Esdeveniments

### Festa major
Vallcarca celebra la festa major la primera quinzena de setembre. S'hi fa una festa major de quatre dies que dura tot un cap de setmana i acaba per la diada de l'Onze de Setembre. Les activitats es repeteixen pels carrers i les places més emblemàtics del nucli antic del poble, com ara la plaça de la Farigola. S'hi organitzen tota mena d'activitats: àpats populars, gimcanes, balls de festa major, concerts, esdeveniments esportius i festivals per a la mainada. L'activitat més destacada és la cantada d'Havaneres a la placeta de l'avinguda de Vallcarca durant el diumenge de festa major a la tarda. La festa major és organitzada per l'associació de Veïns de Vallcarca-Riera-Viaducte.
Penitents celebra la festa major conjuntament amb els barris de la Teixonera i Mas Falcó, la segona quinzena de maig. La majoria d'actes tenen lloc a la Teixonera: concerts per als més joves, jocs infantils i activitats per a la gent gran. També hi tenen un pes important els àpats populars, els balls amb orquestra i els esdeveniments esportius.

### Jocs Florals
El 2022, el col·lectiu La Tangent hi va convocar uns Jocs Florals. El lliurament de premis va tenir lloc el 23 d'abril, per Sant Jordi, a la plaça de la Pastora.